# سکرتین
سکرتین (به انگلیسی: Secretin) یکی از هورمون های معدی-روده‌ای است. این هورمون در دستگاه گوارش تولید و آزاد می‌شود. کار اصلی این هورمون هضم پروتئین و چربی ها است. 
سکرتین از سلول‌های S در کریپت‌های دوازدهه ترشح می‌شود و بر ترشحات معده(کاهش)و لوزالمعده(افزایش)مؤثر است.

## ساختار
سکرتین ابتدا به صورت پروتئین ۱۲۰ اسیدآمینه‌ای به نام پروسکرتین ساخته می‌شود سپس تجزیه می‌شود و بخش N ترمینال آن سکرتین می‌باشد. (می‌دانیم که هر پروتئینی دو انتهای نیتروژنی N و کربنی C دارد) مولکول سکرتین شبیه گلوکاگون است.

## تأثیرات گوارشی
محتوای اسیدی معده به‌طور منقطع از دهانه پیلور در دوازدهه می‌ریزد و موجب تحریک دیواره آن می‌شود. این تحریک به ترشح هورمون سکرتین منجر می‌شود که از راه خون به کبد، لوزالمعده (پانکراس) و روده باریک رسیده و ترشحات آن‌ها را باعث می‌شوند. ترشحات پانکراس توسط سیستم خودمختار پاراسمپاتیک (شاخه‌ای از عصب واگ) که به سلول‌های ترشحی ختم می‌گردند و همچنین هورمون سکرتین و هورمون کوله‌سیستوکینین کنترل می‌گردد و کاهش می‌یابد.
ورود اسید معده به دوازدهه باعث ترشح سکرتین و مواد حاصل از هضم چربی و پروتئین باعث آزادشدن کوله‌سیستوکینین می‌شوند. در لوزالمعده سلول‌های مجرائی مرکز آسینی و بینابینی تحت اثر تحریکی سکرتین، آب و الکترولیت ترشح می‌کنند. کاتیون‌های سدیم و پتاسیم با غلظتی معادل پلاسما در شیرهٔ پانکراس ترشح می‌شوند. غلظت آنیون‌های بیکربنات و کلرید برحسب سرعت ترشح تغییر می‌کند و با افزایش سرعت ترشح، غلظت بیکربنات افزایش و غلظت کلرید کاهش پیدا می‌کند در نتیجه مجموعهٔ این دو در طیف ترشحی ثابت باقی می‌ماند. سکرتین اثر مهاری روی حرکات قسمت اعظم لوله گوارش دارد و موجب افزایش ترشحات صفراوی و اسید معده می‌شود.

## مراحل بیوسنتز هورمون‌های معدی-روده‌ای
این هورمون‌ها نخست به صورت پروتئین‌های بزرگتر که از نظر بیولوژیکی غیرفعال هستند (پره هورمون‌ها)سنتز می‌شوند و سپس در سیستم رتیکولوآندوپلاسمیک دو بخش می‌شوند تا پروهورمون‌های کوچکتر را تشکیل دهند. سپس این پروهورمون‌ها جهت بسته‌بندی به داخل وزیکول‌های ترشحی به دستگاه گلژی انتقال می‌یابند. در این روند، آنزیم‌های موجود در وزیکول‌ها، پروهورمون‌ها را می‌شکنند تا هورمون‌های کوچکتر فعال از نظر بیولوژیکی و قطعات غیرفعال را تشکیل دهند. وزیکول‌ها در داخل سیتوپلاسم انبار می‌شوند و هنگام نیاز آن‌ها به غشا متصل می‌شوند تا به روش اگزوسیتوز ترشح شوند.

## آزمون تحریک سکرتین
تستی است که برای کمک به تشخیص مشکلات مربوط به لوزالمعده (مانند گاسترینوما و التهاب لوزالمعده) استفاده می‌شود. در این تست، توانایی لوزالمعده را در پاسخ دادن به ترشح سکرتین اندازه می‌گیرند. با استفاده از لوله‌ای که از راه بینی یا گلو در داخل روده باریک و معده قرار می‌دهند، یا از راه تزریق سکرتین در یک سیاهرگ، این هورمون را به بدن شخص بیمار وارد می‌کنند. بعد از مدت زمانی معین، نمونه‌برداری صورت می‌گیرد و نمونه‌ها را آزمایش می‌کنند تا میزان افزایش ترشح لوزالمعده را پس از تزریق سکرتین بررسی کنند. این تست نوعی آزمون عملکرد لوزالمعده است.